# Asplenium × khaniense
Asplenium × khaniense là một loài dương xỉ trong họ Aspleniaceae. Loài này được Brownsey & Jermy mô tả khoa học đầu tiên năm 1975.
Danh pháp khoa học của loài này chưa được làm sáng tỏ. 